# Al Bhed
Los al-bhed, o albhed, son una raza de humanos aparecida en el videojuego Final Fantasy X.

## Historia
En la antigua guerra entre Zanarkand y Bevelle, los albhed apoyaba al pueblo de Bevelle y a sus máquinas. Cuando surgió el dogma de Yu-Yevon éstos no lo aceptaron, aludiendo a que era un fraude y que había sido peor el remedio (Sinh) que la enfermedad. De hecho ellos comenzaron a entonar un himno para burlarse así de los seguidores de Yu-Yevon, que años más tarde, los de Yevon, se apropiaron de ella como si fuese un himno religioso.
Durante el transcurso del juego, son repudiados por el resto de razas de Spira, siendo autoexiliados al desierto de Sanubia en la isla de Bikanel. Utilizan máquinas prohibidas y violan muchos más preceptos del dogma de Yevon.
Físicamente son delgados y ágiles, de tez clara, ojos claros y pelo rubio. Su rasgo más característico es tener las pupilas en forma de espiral. 
Buenos pilotos y hábiles ladrones. Además de una óptima especialización como mecánicos. Tienen su propia lengua (idioma albhed). Hoy por hoy, tan solo contactan con otros pueblos gracias al comercio de tesoros hundidos, y gracias al blitzball. Su equipo son los Albhed Psyches.
En el juego, esta raza aparece marginada del resto de la sociedad, como si todos ellos fueran malvados y vengativos.

## Idioma
El idioma de los Albhed (o Al-Bhed) comparte nombre con su pueblo. Más que un idioma original, se trata de un cifrado (criptografía), dado que utiliza un algoritmo para transformar un mensaje de forma que sea incomprensible a menos que se posea la clave.  La decodificación se realiza mediante  es una  simple sustitución de letras, quedando las palabras con el mismo orden, con el mismo número de letras, y teniendo exactamente la misma gramática que el idioma original.
En el juego en español, se utiliza el albhed de la versión inglesa. Sin embargo existe la convención de traducir el español usando el mismo código, con el único añadido de la letra "ñ", que se traduce a la misma letra que la "n".
| Español/Inglés | Albhed | Pronunciación |
| -------------- | ------ | ------------- |
| a              | y      | ae            |
| b              | p      | pe            |
| c              | l      | lu            |
| d              | t      | te            |
| e              | a      | ah            |
| f              | v      | fu            |
| g              | k      | kuk           |
| h              | r      | ra            |
| i              | e      | eay           |
| j              | z      | z             |
| k              | g      | ge            |
| l              | m      | m             |
| m              | s      | see           |
| n              | h      | ha            |
| ñ              | h      | ha            |
| o              | u      | oo            |
| p              | b      | bae           |
| q              | x      | x             |
| r              | n      | n             |
| s              | c      | ku            |
| t              | d      | de            |
| u              | i      | ee            |
| v              | j      | jae           |
| w              | f      | fe            |
| x              | q      | q             |
| y              | o      | oh            |
| z              | w      | w             |

- Datos: Q3607475